# Rašip Mali
Koordinati:   43°47′26″N, 15°17′19″E
Rašip Mali je otoček v Jadranskem morju. Pripada Hrvaški.
Otoček leži v Narodnem parku Kornati, okoli 2 km južno od otoka Kornata. Površina otočka je 0,158 km², dolžina obale meri 1,89 km. Najvišji vrh je visok 56 mnm.